# Прокопенко Олександр Сергійович
Олександр Сергійович Прокопенко (9 січня 2001 — 27 лютого 2022, Васильків) — старший солдат Збройних сил України, відзначився у ході російського вторгнення в Україну (див.: Бої за Васильків).

## Життєпис
Народився 9 січня 2001 року. Випускник 441-ї академічної групи “ВАСИЛЬКІВСЬКИЙ ФАХОВИЙ КОЛЕДЖ НАУ” 2020 року . На військову службу призваний Васильківським РВК Київської області 10 квітня 2021 року. Солдат, стрілець взводу охорони роти охорони батальйону забезпечення військової частини А0704, 38-й об'єднаний навчальний центр. 

## Загибель
Загинув о 2-й годині 10 хвилин 27 лютого 2022 року під час відбиття нападу на військову частину диверсійно-розвідувальної групи противника в місті Васильків. Отримав вогнепальне кульове поранення в голову. На шляху до Васильківської центральної лікарні в кареті швидкої допомоги помер від отриманого кульового поранення.  

## Нагороди
- орден «За мужність» III ступеня (2022, посмертно) — за особисту мужність і самовіддані дії, виявлені у захисті державного суверенітету та територіальної цілісності України, вірність військовій присязі.